# سوزان سایدلمن
سوزان سایدلمَن (انگلیسی: Susan Seidelman؛ زادهٔ ۱۱ دسامبر ۱۹۵۲) یک هنرپیشه، کارگردان، فیلم‌نامه‌نویس و تهیه‌کننده اهل ایالات متحده آمریکا است.
وی از سال ۱۹۸۲ میلادی تاکنون مشغول فعالیت بوده است.

## فیلم‌شناسی

### به عنوان بازیگر
از فیلم‌ها یا مجموعه‌های تلویزیونی که وی در آن‌ها نقش داشته است می‌توان به نسخه اولیه (۱۹۹۶) و سکس و شهر (۱۹۹۸) اشاره نمود.

### به عنوان کارگردان
- ناامیدانه در جستجوی سوزان (۱۹۸۵)
- ساختن آقای رایت (۱۹۸۷)
- کوکی (۱۹۸۹)
- شیطان مونث (۱۹۸۹)
- ارباب هلندی (۱۹۹۴)
- بعدازظهر گائودی (۲۰۰۱)